# Cantone di Castifao-Morosaglia
Il Cantone di Castifao-Morosaglia era una divisione amministrativa dell'arrondissement di Corte.
A seguito della riforma approvata con decreto del 26 febbraio 2014, che ha avuto attuazione dopo le elezioni dipartimentali del 2015, è stato soppresso.
I 10 comuni facenti parte prima della riforma del 2014 erano:
- Asco
- Bisinchi
- Castello di Rostino
- Castifao
- Castineta
- Gavignano
- Moltifao
- Morosaglia
- Saliceto
- Valle di Rostino